# Политика Бутана
Королевство Бута́н — конституционная монархия. Правящая династия, которая пришла к власти в 1907 году, установила абсолютную монархию. С 1950 года короли постепенно проводили курс демократизации общества. В Бутане главой государства является король. Исполнительную власть осуществляет правительство Бутана, возглавляемое премьер-министром. Законодательная власть принадлежит двухпалатному парламенту: верхняя палата — Национальный совет и нижняя палата — Национальная ассамблея. 22 апреля 2007 года был опубликован королевский указ, который, в преддверии выборов в Национальный совет, отменял запрет на политические партии. В 2008 году в Бутане была принята первая современная конституция.

## Суверенитет
У жителей Бутана исторически никогда не было сомнений относительно их национального суверенитета. Бутан никогда не был колонизирован. Однако геополитические интересы Бутана всегда были тесно связаны с Индией, а до этого с Британией. Бутан рассматривался как вассал Британии, созданный во время её колониальной истории. Внешняя и оборонная политика проводилась в соответствии с договором с Британией от 1910 года. Бутан не накладывал на себя существенных обязательств. Однако следствием договора явилась самоизоляция страны. В 1949 году, после обретения Индией независимости, Бутан и Индия подписали договор, по которому Индия согласилась не вмешиваться во внутренние дела Бутана, а Бутан согласился «руководствоваться советами правительства Индии во внешних отношениях» (статья 2). Договором также были предусмотрены свободная торговля и выдача преступников между двумя странами.
Хотя основные международные отношения Бутана связаны с Индией, он в то же время стремится утвердить свой суверенитет, не теряя хороших отношений с Индией.
В статье 2 договора 1949 года не уделялось внимания прочим внешнеполитическим связям Бутана, и его попыткам демаркации границы с Китаем.
В феврале 2007 года индо-бутанский договор о дружбе был существенно пересмотрен, были устранены все сомнения в суверенитете и независимости Бутана.

## Органы власти
Согласно конституции Бутана власть состоит из трёх основных органов — исполнительного, законодательного и судебного, помимо этого существует неполитическая Комиссия по делам монастырей (Dratshang Lhentshog) школы Друкпа Кагью. Светская и религиозная власть в стране едины и выражены в лице Друк Гьялпо (короля Бутана).
Разделение светской власти не является абсолютным. Имеется также много независимых комиссий, агентств и институтов, которые работают за пределами этих органов, таких как Королевское валютное управление Бутана и избирательная комиссия. Имеются также учреждения, членами которого являются представители более чем одного органа власти, такие как суды. Некоторые министерства в правительстве, такие как Министерство внутренних дел и культуры, делегируют полномочия во вспомогательные департаменты. Контроль над законодательной властью передан местным органам власти.

### Исполнительная власть
| Должность       | Имя                           | Партия                    | С какого времени |
| --------------- | ----------------------------- | ------------------------- | ---------------- |
| Король          | Джигме Кхесар Намгьял Вангчук |                           | 15 декабря 2006  |
| Премьер-министр | Джигме Тинлей                 | Партия мира и процветания | 24 марта 2008    |

Главой государства является Друк Гьялпо («Король-дракон»). Хотя его титул является наследственным, он должен уйти на пенсию по достижении 65-летнего возраста. Он также может быть отправлен в отставку консенсусом из 2/3 голосов членов парламента. До 2008 года существовал аналогичный процесс отречения, в соответствии с которым короля могла право заставить отречься от престола однопалатная Национальная ассамблея (Цогду).
Дже Кхемпо является высшим религиозным иерархом Бутана и главой Dratshang Lhentshog (Комиссии по делам монастырей). Он считается ближайшим и самым авторитетным советником короля Бутана. 71-м и нынешним Дже Кхемпо является тулку Джигме Чоеда.
Главой правительства Бутана является премьер-министр. Премьер-министр назначается партией, получившей большинство мест в Национальной ассамблее.
В 1998 году исполнительные полномочия короля были переданы правительству. Кандидаты в министры избираются Национальной ассамблеей на пятилетний срок из членов законодательного собрания. Правительство возглавляется премьер-министром. Премьер-министр переизбирается ежегодно из пяти кандидатов, которые наберут наибольшее число голосов. В 2005 году в проект Конституции Бутана было включено положение о двухпартийной демократической системе, которое было принято через четыре года. Ранее кандидатов в министры выдвигал король, а избирала Национальная ассамблея на пятилетний срок. Существовал также Королевский консультативный совет, члены которого назначались королём.

### Законодательная власть

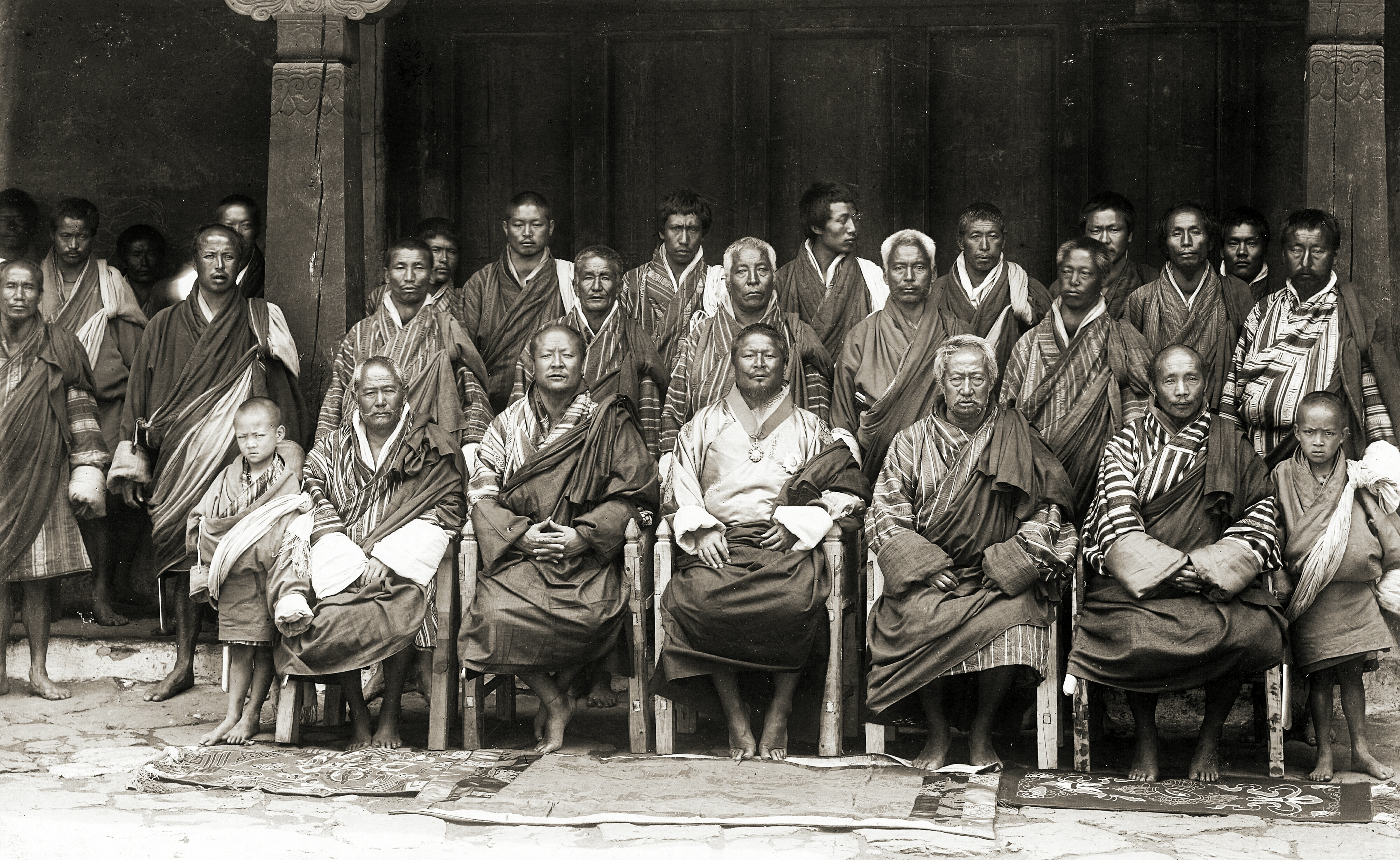
Угьен Вангчук со своими советниками в Пунакхе, Бутан

Согласно Конституции 2008 года, законодательную власть избирают на всеобщих выборах. Бутанский парламент двухпалатный, состоящий из Национального совета (верхняя палата) и Национальной ассамблеи (нижняя палата).
До 2008 года законодательной властью Бутана был однопалатный Цогду, (учреждённый королевским указом от 1953 года, а 7 июля 1998 года наделённый дополнительными полномочиями), в состав которого входило 150 депутатов, избиравшихся на трёхлетний срок, из них 106 депутатов от одномандатных округов, 34 назначавшихся депутатов и 10 членов от буддийских монахов (по другим данным: 105 депутатов представляли сельских избирателей, 10 депутатов — религиозные учреждения, а 35 депутатов назначались монархом «для представления государственных и других светских интересов»). Отличительной особенностью избирательного права того времени было то, что один голос имел не отдельный человек, а семья.

#### Политические партии и выборы
| Партия                                | Голосов | %      | Мест |
| ------------------------------------- | ------- | ------ | ---- |
| Партия мира и процветания             | 169 490 | 67,04  | 45   |
| Народно-демократическая партия Бутана | 83 522  | 32,96  | 2    |
| Всего голосов (явка 79,4 %)           | 253 012 | 100,00 | 47   |

В Бутане за политическими партиями, выборами и референдумами наблюдает избирательная комиссия, независимый правительственный контрольный орган.
Кандидаты должны быть беспристрастными, однако политические партии могут резко критиковать кандидатов на места в Национальной ассамблее. Партия, получившая большинство мест, назначает премьер-министра. Первым и нынешним премьер-министром Бутана является Джигме Тинлей, возглавляющий Партию мира и процветания.
Влиятельными политическими группами являются буддийское духовенство; этнические непальские организации, ведущие военные антиправительственные компании; индийское сообщество торговцев и Объединённый фронт за демократию в изгнании.

### Судебная власть
Правовая система Бутана основана на законах, принятых Шабдрунгом Нгавангом Намгьялом в XVII веке под влиянием англо-индийского общего права. Согласно конституции 2008 года, судебная власть состоит из Верховного суда, Высшего суда и двадцати судов дзонгхагов. Дополнительно, суды дунгхагов являются судами первой инстанции. Высший суд является судом первой апелляции, а Верховный суд является судом высшей инстанции. Верховный суд также имеет первоначальную юрисдикцию над конституционными вопросами и вопросами государственного значения, переданными на рассмотрение королю. Судьи Верховного и Высшего судов назначаются королём.
До 2008 года в Бутане окончательной апелляционной инстанцией был король, а местные суды рассматривали только незначительные преступления. Королевский Высший суд был высшей судебной инстанцией в стране и обладал первоначальной юрисдикцией в двадцати дзонгхагах. Судьи назначались королём и могли быть отозваны в любое время.

#### Правовая система
Система уголовного правосудия основана на судебном разбирательстве коллегией судей. Прокурор стремится получить признание вины из обвиняемых. Если это произойдет быстро, приговор может быть мягким. Если виновность очевидна, но обвиняемый отказывается признаться в этом, приговор может быть, соответственно, тяжелее. Судьи могут прекратить дело из-за отсутствия доказательств в любое время. Нынешнее законодательство более жёстко требует необходимости доказательств вины, обеспечивая защиту от тривиального или ошибочного обвинения. Обвиняемые в мелких уголовных преступлениях могут быть судимы окружным судьёй (Суд дзонгхага).
В Бутане не действуют рекомендации Международного суда ООН .

## Административно-территориальное деление
Бутан разделён на 20 районов (дзонгхагов): Бумтанг, Чукха, Дагана, Гаса, Хаа, Лхунце, Монгар, Паро, Пемагацел, Пунакха, Самдруп-Джонгхар, Самце, Сарпанг, Тхимпху, Трашиганг, Трашиянгце, Тонгса, Циранг, Вангди-Пходранг, Жемганг.

## Участие в международных организациях
Бутан является членом организаций: АБР, Bay of Bengal Initiative for Multi-Sectoral Technical and Economic Cooperation, План Коломбо, United Nations Economic and Social Commission for Asia and the Pacific, ФАО, G-77, МБРР, ИКАО, МАР, Международный фонд сельскохозяйственного развития, МФК, МВФ, Intelsat, Интерпол, МОК, МСЭ, Движение неприсоединения, ОЗХО, СААРК, ООН, ЮНКТАД, ЮНЕСКО, ЮНИДО, ВПС, ВОЗ, ВОИС, ВМО, Всемирная туристская организация.

## Сохранение традиционной культуры
Кодификация бутанской культуры восходит к Шабдрунгу Нгавангу Намгьялу, тибетскому ламе и военачальнику, объединившему Бутан в единое национальное государство в XVII веке. Нгаванг Намгьял стремился объединить страну не только политически, но и культурно. Он установил Дриглам Намжа — правила поведения и этикета. Эти правила были призваны поощрять проявление бутанской идентичности.
В 1960-х годах властями Бутана были введены 5-летние планы для сохранения и укрепления национальных традиций, так как значительная часть населения Бутана, в основном молодёжь, подверглась влиянию внешних культур и течений. На этот период также приходится заметное увеличение иммигрантов из Непала и Индии, большинство из которых осели на юге среди лхоцампа.
К 1980-м годам правительство поняло необходимость обеспечения доминирования культуры нгалоп. В 1989 году правительство рекомендовало ношение одежды согласно Дриглам Намжа. Все граждане были обязаны соблюдать дресс-код (гхо и кира) в общественных местах в рабочее время. Этот указ вызвал возмущение у индуистов лхоцампа, которые были против ношения одежды нгалоп. Но правительство не считает нужным ослаблять требования, чтобы не возникло проблем в демографическом и культурном плане. Из-за этнической напряжённости в лагерях беженцев в Непале к 2008 году, по оценкам, насчитывалось 107 000 беженцев и лиц, просящих убежища, в основном лхоцампа. К январю 2010 года, по оценкам, их оставалось 90 078 человек.